# Чермак, Йожеф
Йожеф Чермак (14 февраля 1932 — 12 января 2001) — венгерский легкоатлет, который специализировался в метании молота. Чемпион олимпийских игр 1952 года с мировым рекордом — 60,34 м. Бронзовый призёр чемпионата Европы 1954 года. Занял 5-е место на Олимпиаде 1956 года. На олимпийских играх 1960 года не смог выйти в финал.
Чемпион Венгрии в 1953, 1954, 1956 и 1957 годах.
Был знаменосцем сборной Венгрии на церемонии открытия олимпийских игр 1956 года.